# Умнов, Александр Евгеньевич
Умнов, Александр Евгеньевич (р. 11.08.1946, Москва) — известный русский учёный и преподаватель математики, доктор технических наук (1994), профессор (1997), Заслуженный профессор МФТИ (2016), автор ряда учебников и учебных пособий по математике.

## Биография
После окончания средней политехнической трудовой школы № 127 г. с производственным обучением Краснопресненского района г. Москвы с 1964 по 1969 годы учился на факультете радиотехники и кибернетики Московского физико-технического института, который окончил по специальности «Системы автоматического управления» с присвоением квалификации «Инженер-физик».
После окончания аспирантуры и защиты в 1972 кандидатской диссертации «Использование многошаговой линейной экстраполяции в методе штрафных функций» присвоено звание к.ф.м.н. (от 1 июня 1973 г.).
В тот же год начал преподавательскую деятельность на кафедре высшей математики МФТИ.
С 1978 г. по 1985 г. работал научным сотрудником в Международном институте прикладного системного анализа (IIASA) в г. Лаксенбург, Австрия.
Продолжение преподавательской деятельности в МФТИ.
Доцент — с 28 июня 1990 г.
Учёное звание «с.н.с.» по специальности «Вычислительные системы, их математическое обеспечение и организация вычислительных процессов» — с 18 июля 1990 г.
В 1994 г. защищена диссертация «Проблемы математического моделирования в условиях неполной информации» на звание д. т. н. по специализации — компьютерные методы математического моделирования.
От 29.10.1997 присвоено учёное звание профессора по кафедре высшей математики.

## Читаемые курсы
- Аналитическая геометрия и линейная алгебра;
- Дифференциальные уравнения;
- Методы математического моделирования[1].

## Награды и звания
- Серебряная медаль ВДНХ (№ 35920. Пост. от 8.12.1989, № 870-Н).
- Золотая медаль ВДНХ (Пост. Главвыставкома от 25.12.1991 № 300-х)[8]
- Почётный работник высшего профессионального образования Российской Федерации (Приказ Минобрнауки России от 28.01.2015 № 37/к-н.)[9]
- Почётное звание «Заслуженный профессор МФТИ» (Решение Учёного совета МФТИ от 24.11.2016).[10]

## Из библиографии
А. Е. Умнов является автором более 72 научных и учебно-методических публикаций, из которых 25 опубликованы в зарубежных изданиях.

### Книги
- Умнов А. Е. Распределённое моделирование объектов сложной структуры. — М.: МНИИПУ, 1980. — 45 с.
- Умнов А. Е., Шомполов И. Г. Математическое моделирование в условиях неполной информации : учеб. пособие. — М.: МФТИ, 1986. — 81 с. : ил.; 20 см.
- Умнов А. Е. Аналитическая геометрия и линейная алгебра : учеб. пособие : [в 2 ч.]; — 2-е изд., испр. и доп. — Москва : МФТИ, 2006. 20 см.
  - Ч. 1. — 2006. — 272 с. : ил., табл.; ISBN 5-7417-0149-3.
  - Ч. 2. — 2006. — 297 с. : ил., табл.; ISBN 5-7417-0148-5.
- Умнов А. Е. Аналитическая геометрия и линейная алгебра : учебное пособие для студентов вузов по направлению «Прикладные математика и физика». Минобрнауки РФ, МФТИ (гос. ун-т). — 3-е изд., испр. и доп. — Москва : МФТИ, 2011. — 543 с.; 22 см; ISBN 978-5-7417-0378-6
- Умнов А. Е. Введение в технологию математического моделирования : учебное пособие. — Москва : МФТИ, 2007. — 292 с. : ил., табл.; 20 см. ISBN 5-7417-0189-2 .
- Умнов А. Е. Лекции по математике. М.: МГППУ, 2010, 252 с.
- Умнов А. Е., Умнов Е. А. Основы теории обыкновенных дифференциальных уравнений : учебное пособие ; Минобрнауки РФ, МФТИ (ГУ)". — Москва : МФТИ, 2016. — 292 с. : ил.; 21 см; ISBN 978-5-7417-0618-3 : 200 экз.
- Умнов Е. А., Умнов А. Е. Параметрические задачи в математическом программировании : учебное пособие; Минобрнауки РФ, МФТИ (ГУ). — Москва : МФТИ, 2018. — 296 с. : ил., табл., цв. ил.; 21 см; ISBN 978-5-7417-0669-5 : 200 экз.

### Пособия в сети на странице автора
- Личный сайт, методические материалы по учебным курсам, в том числе:
- Умнов А. Е. Аналитическая геометрия и линейная алгебра (pdf) — 544 с. ISBN 978-5-7417-0378-6
- Умнов А. Е. Вводный (пропедевтический) курс математики (pdf)
- Умнов А. Е., Умнов Е. А. Основы теории обыкновенных дифференциальных уравнений (pdf)
- Умнов А. Е. Методы математического моделирования (pdf)
- Умнов Е. А., Умнов А. Е. Параметрические задачи в математическом программировании (pdf)

### Диссертации
- Умнов, Александр Евгеньевич. Использование многошаговой линейной экстраполяции в методе штрафных функций : диссертация … кандидата физико-математических наук : 01.00.00. — Москва, 1972. — 172 с. : ил.
- Умнов, Александр Евгеньевич. Проблемы математического моделирования в условиях неполной информации : автореферат дис. … доктора технических наук : 05.13.16 / Рос. АН Ин-т проблем управления. — Москва, 1994. — 36 с.

### Избранные статьи
- Умнов А. Е. Метод штрафных функций в задачах большой размерности. // Ж. вычисл. матем. и матем. физ., Т.15, № 6. М., 1975, 13с.
- Umnov A.E. Impacts of Price Variations on the Balance of World Trade. // Economic Modeling, Vol. 1, No. 1, London, UK-USA, 1984, 37p.
- Umnov A.E. Continuation Method for Regularization of Lagrange Multipliers in Parametric Programming Problems. // Оптимизация, управление, интеллект, № 2. Иркутск, 1996, 12 с.
- Умнов А. Е. Параметрическая оптимизация для неполных математических моделей. // Динамика неоднородных систем, М., ИСА РАН, Т.32(3), 2008, 11 с.
- Умнов А. Е. Метод параметрической линеаризации, использующий штрафные функции со всюду обратимой производной для решения пар двойственных задач. // Труды МФТИ, М., 2011, 17 с.